# Bradford Woods
Bradford Woods, ou Bradfordwoods, est un borough situé dans le comté d'Allegheny, en Pennsylvanie, aux États-Unis,. En 2010, il comptait une population de 1 171 habitants. Il est incorporé le 27 octobre 1950.

## Démographie
Lors du recensement de 2010, le borough comptait une population de 1 171 habitants. Elle est estimée, en 2017, à 1 157 habitants.

### Source de la traduction
- (en) Cet article est partiellement ou en totalité issu de l’article de Wikipédia en anglais intitulé « Bradford Woods, Pennsylvania » (voir la liste des auteurs).